# 폴리나 안드레예바
파울리나 안드레예바(러시아어: Паулина Андреева, 1988년 10월 12일 ~ )는 러시아의 배우, 가수이다.

## 출연 작품
- 초이 (2020)
- 네 이웃의 아내를 탐하지 마라 (2014)